# Torta Linzer
La torta di Linz (Linzer Torte) è una torta austriaca con un disegno a forma di reticolo sopra l'impasto. Prende il nome dall'omonima città di Linz.

## Storia
La Linzer è considerata come la più antica al mondo fra le torte abbinate a uno specifico luogo. Per molto tempo una ricetta del 1696 della Stadt- und Landesbibliothek di Vienna era quella nota come la più antica, ma nel 2005 Waltraud Faißner, direttrice della biblioteca del Landesmuseum dell'Alta Austria e autrice del libro Wie mann die Linzer Dortten macht ("Come fare la Linzer") trovò una ricetta veronese ancora più vecchia risalente al 1653 nel Codex 35/31 nell'archivio di Admont Abbey.
L'invenzione della torta di Linz è inoltre oggetto di numerose leggende, che riguardano un confettiere viennese dal nome Linzer (come riportato da Alfred Polgar) o dal pasticcere francone Johann Konrad Vogel (1796–1883), che nel 1823 circa a Linz ha cominciato una produzione di massa della torta in città.
Il viaggiatore austriaco Franz Hölzlhuber intorno al 1850 presumibilmente portò la Linzer Torte a Milwaukee, da dove la ricetta poi si diffuse negli Stati Uniti d'America.

## Composizione
La torta di Linz è molto bassa, dall'impasto friabile composto da farina, burro, tuorli d'uovo, scorza di limone, cannella, succo di limone e nocciole, ma vengono usate anche noci o mandorle, ricoperto da marmellata di ribes rosso o lekvar o, in alternativa, lekvar di prugne, lampone duro,  oppure marmellata di albicocca. È coperta da un reticolo di strisce di impasto. La pasta viene srotolata in strisce molto sottili, disposte per formare una rete sopra la marmellata. La pasta viene spazzolata con albume d'uovo leggermente sbattuto, messa in forno, e, a volte decorata con mandorle a lamelle.
Linzer sablés (in tedesco Linzer Augen, "Occhi Linzer") sono una versione del dolce della grandezza di un biscotto, ottenuta tagliando un cerchio di un impasto simile, ricoprendolo di marmellata, ponendo un altro tondo di pasta in cima, questa volta a forma di ciambella con un buco al centro dell'impasto, e spolverando poi con zucchero a velo.

## Diffusione
La torta di Linz è un classico delle feste nella tradizione austriaca, ungherese, svizzera, tedesca, tirolese e viene frequentemente mangiata a Natale.
La torta di Linz è spesso realizzata sotto forma di tartine o biscotti nei panifici del Nord America.